# Do I Ever
Do I Ever is een nummer van de Nederlandse band Kensington. Het nummer verscheen op hun album Control uit 2016. Op 2 september van dat jaar werd het nummer uitgebracht als de eerste single van het album.

## Achtergrond
In een korte documentaire in samenwerking met NPO Radio 2 legden de bandleden van Kensington uit dat de eerste versie van "Do I Ever" ontstond uit een jamsessie in Tivoli De Helling, die zij opnamen met de telefoon van gitarist Casper Starreveld. Hier heeft de band vervolgens een demo van gemaakt, waarvan in de uiteindelijke versie enkel de drums en delen van het gitaarwerk zijn overgebleven. De zanglijn is veranderd, aangezien zanger Eloi Youssef vond dat het leek op een ander nummer van de band. Het nummer werd vervolgens opgenomen in een studio in Rome, waarbij de bandleden door producer Michael Beinhorn werden uitgedaagd om het zo goed mogelijk te laten klinken. Youssef nam zijn zangpartij zittend op in de Mailmen Studio's Utrecht, omdat er in Rome geen tijd meer was om dit te doen.
In de videoclip van het nummer is Youssef te zien terwijl hij spelend op zijn gitaar aan het crowdsurfen is, terwijl de rest van de band in het publiek aanwezig is om de achtergrondzang op hun rekening te nemen. De single behaalde de veertiende plaats in de Nederlandse Top 40 en de 31e positie in de Single Top 100.

## Hitnoteringen

### Nederlandse Top 40
| Hitnotering: 17-09-2016 t/m 28-01-2017 | Hitnotering: 17-09-2016 t/m 28-01-2017 | Hitnotering: 17-09-2016 t/m 28-01-2017 | Hitnotering: 17-09-2016 t/m 28-01-2017 | Hitnotering: 17-09-2016 t/m 28-01-2017 | Hitnotering: 17-09-2016 t/m 28-01-2017 | Hitnotering: 17-09-2016 t/m 28-01-2017 | Hitnotering: 17-09-2016 t/m 28-01-2017 | Hitnotering: 17-09-2016 t/m 28-01-2017 | Hitnotering: 17-09-2016 t/m 28-01-2017 | Hitnotering: 17-09-2016 t/m 28-01-2017 | Hitnotering: 17-09-2016 t/m 28-01-2017 | Hitnotering: 17-09-2016 t/m 28-01-2017 | Hitnotering: 17-09-2016 t/m 28-01-2017 | Hitnotering: 17-09-2016 t/m 28-01-2017 | Hitnotering: 17-09-2016 t/m 28-01-2017 | Hitnotering: 17-09-2016 t/m 28-01-2017 | Hitnotering: 17-09-2016 t/m 28-01-2017 | Hitnotering: 17-09-2016 t/m 28-01-2017 | Hitnotering: 17-09-2016 t/m 28-01-2017 | Hitnotering: 17-09-2016 t/m 28-01-2017 | Hitnotering: 17-09-2016 t/m 28-01-2017 |
| Week                                   | 1                                      | 2                                      | 3                                      | 4                                      | 5                                      | 6                                      | 7                                      | 8                                      | 9                                      | 10                                     | 11                                     | 12                                     | 13                                     | 14                                     | 15                                     | 16                                     | 17                                     | 18                                     | 19                                     | 20                                     |                                        |
| -------------------------------------- | -------------------------------------- | -------------------------------------- | -------------------------------------- | -------------------------------------- | -------------------------------------- | -------------------------------------- | -------------------------------------- | -------------------------------------- | -------------------------------------- | -------------------------------------- | -------------------------------------- | -------------------------------------- | -------------------------------------- | -------------------------------------- | -------------------------------------- | -------------------------------------- | -------------------------------------- | -------------------------------------- | -------------------------------------- | -------------------------------------- | -------------------------------------- |
| Nummer                                 | 24                                     | 19                                     | 23                                     | 28                                     | 31                                     | 29                                     | 27                                     | 18                                     | 15                                     | 14                                     | 19                                     | 21                                     | 26                                     | 27                                     | 29                                     | 30                                     | 30                                     | 32                                     | 37                                     | 40                                     | uit                                    |

### Single Top 100
| Hitnotering: 10-09-2016 t/m 04-02-2017 | Hitnotering: 10-09-2016 t/m 04-02-2017 | Hitnotering: 10-09-2016 t/m 04-02-2017 | Hitnotering: 10-09-2016 t/m 04-02-2017 | Hitnotering: 10-09-2016 t/m 04-02-2017 | Hitnotering: 10-09-2016 t/m 04-02-2017 | Hitnotering: 10-09-2016 t/m 04-02-2017 | Hitnotering: 10-09-2016 t/m 04-02-2017 | Hitnotering: 10-09-2016 t/m 04-02-2017 | Hitnotering: 10-09-2016 t/m 04-02-2017 | Hitnotering: 10-09-2016 t/m 04-02-2017 | Hitnotering: 10-09-2016 t/m 04-02-2017 | Hitnotering: 10-09-2016 t/m 04-02-2017 | Hitnotering: 10-09-2016 t/m 04-02-2017 | Hitnotering: 10-09-2016 t/m 04-02-2017 | Hitnotering: 10-09-2016 t/m 04-02-2017 | Hitnotering: 10-09-2016 t/m 04-02-2017 | Hitnotering: 10-09-2016 t/m 04-02-2017 | Hitnotering: 10-09-2016 t/m 04-02-2017 | Hitnotering: 10-09-2016 t/m 04-02-2017 | Hitnotering: 10-09-2016 t/m 04-02-2017 | Hitnotering: 10-09-2016 t/m 04-02-2017 | Hitnotering: 10-09-2016 t/m 04-02-2017 | Hitnotering: 10-09-2016 t/m 04-02-2017 |
| Week                                   | 1                                      | 2                                      | 3                                      | 4                                      | 5                                      | 6                                      |                                        | 7                                      | 8                                      | 9                                      | 10                                     | 11                                     | 12                                     | 13                                     | 14                                     | 15                                     |                                        | 16                                     | 17                                     | 18                                     | 19                                     | 20                                     |                                        |
| -------------------------------------- | -------------------------------------- | -------------------------------------- | -------------------------------------- | -------------------------------------- | -------------------------------------- | -------------------------------------- | -------------------------------------- | -------------------------------------- | -------------------------------------- | -------------------------------------- | -------------------------------------- | -------------------------------------- | -------------------------------------- | -------------------------------------- | -------------------------------------- | -------------------------------------- | -------------------------------------- | -------------------------------------- | -------------------------------------- | -------------------------------------- | -------------------------------------- | -------------------------------------- | -------------------------------------- |
| Positie                                | 54                                     | 71                                     | 76                                     | 73                                     | 82                                     | 92                                     | uit                                    | 84                                     | 31                                     | 34                                     | 40                                     | 53                                     | 71                                     | 79                                     | 90                                     | 84                                     | uit                                    | 82                                     | 91                                     | 74                                     | 80                                     | 99                                     | uit                                    |

### NPO Radio 2 Top 2000
| Nummer met noteringen in de NPO Radio 2 Top 2000 | '16 | '17 | '18 | '19 | '20 | '21 | '22 | '23  | '24  |
| ------------------------------------------------ | --- | --- | --- | --- | --- | --- | --- | ---- | ---- |
| Do I Ever                                        | 969 | 455 | 432 | 504 | 730 | 659 | 782 | 1073 | 1383 |

1. ↑  Een vetgedrukt getal geeft de hoogste notering aan.
2. ↑  2016 was het eerste jaar met een notering voor dit nummer.

Eloi Youssef · Casper Starreveld · Niles Vandenberg · Jan Haker